# روبرت ك. فاريل
روبرت ك. فاريل (بالإنجليزية: Robert C. Farrell)‏ هو سياسي أمريكي، ولد في 1 أكتوبر 1936 في ناتشيز في الولايات المتحدة. حزبياً، نشط في الحزب الديمقراطي.